# Château Saint-Jacques (Savoie)
Le château (de) Saint-Jacques (Castrum Sancti Jacobi) ou Saint-Jacquemoz est un ancien château fort, probablement du Ve siècle, possession des archevêques de Tarentaise jusqu'à sa destruction en 1600, situé sur le Roc Puppin, au-dessus de Saint-Marcel, dans le département de la Savoie en région Auvergne-Rhône-Alpes.

## Localisation
Le château Saint-Jacques était installé sur un rocher isolé, appelé Roc Puppim (parfois Pupim, Pupins), au-dessus de Saint-Marcel, dans le département de la Savoie en région Auvergne-Rhône-Alpes.

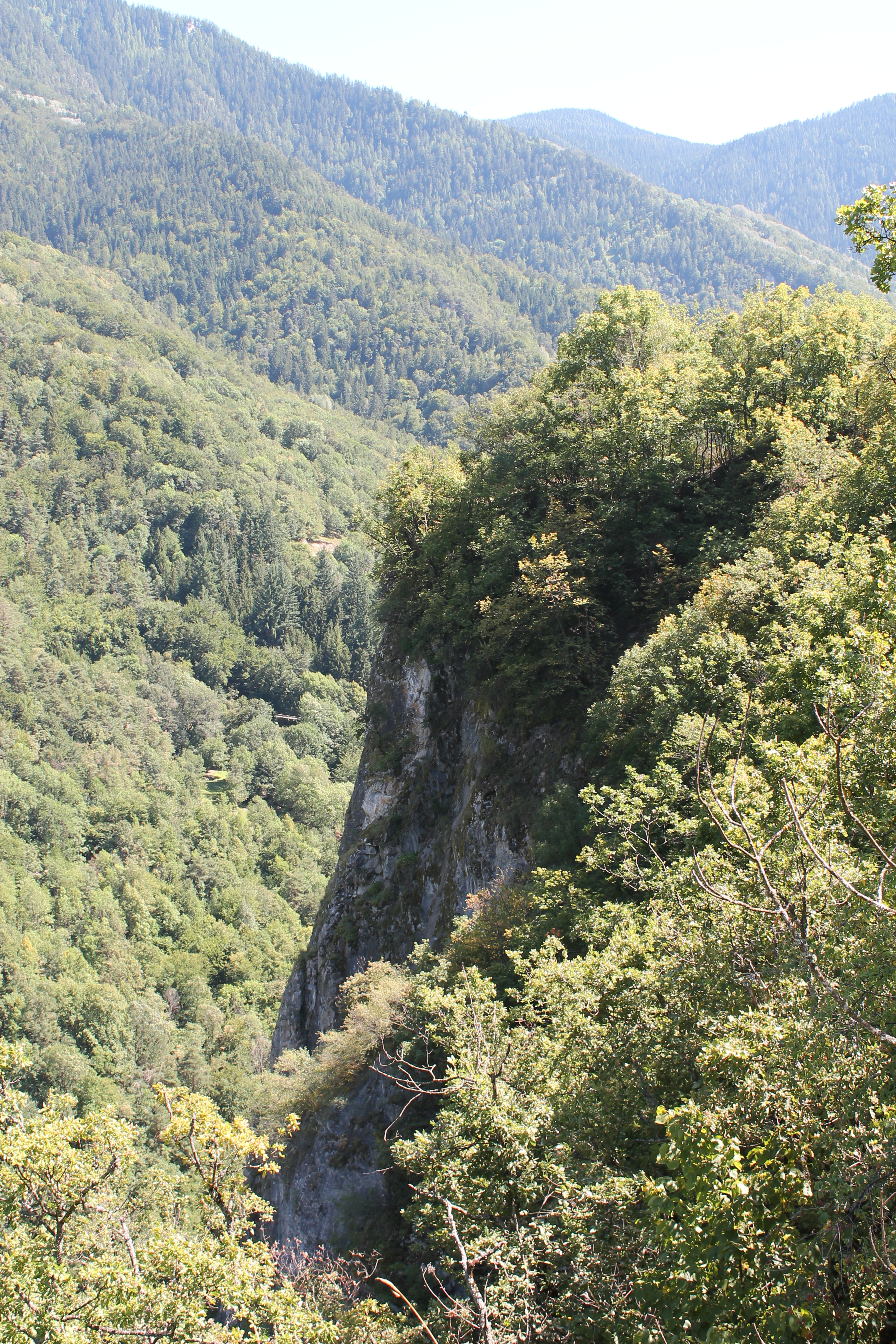
Reliefs escarpés des côtés Nord du roc Puppim.

L'emplacement du château se situe au verrou de Puppim, un rocher en amont du défilé de l'Isère et en aval de — face à — l'étroit du Siaix, contrôlant ainsi la route entre Moûtiers et la partie haute, de la vallée de la Tarentaise,. Le rocher, dont la partie supérieure se situe à une altitude de 666 m, est inaccessible aux côtés nord et est, reliefs escarpés issus d'un coude de l'Isère,.

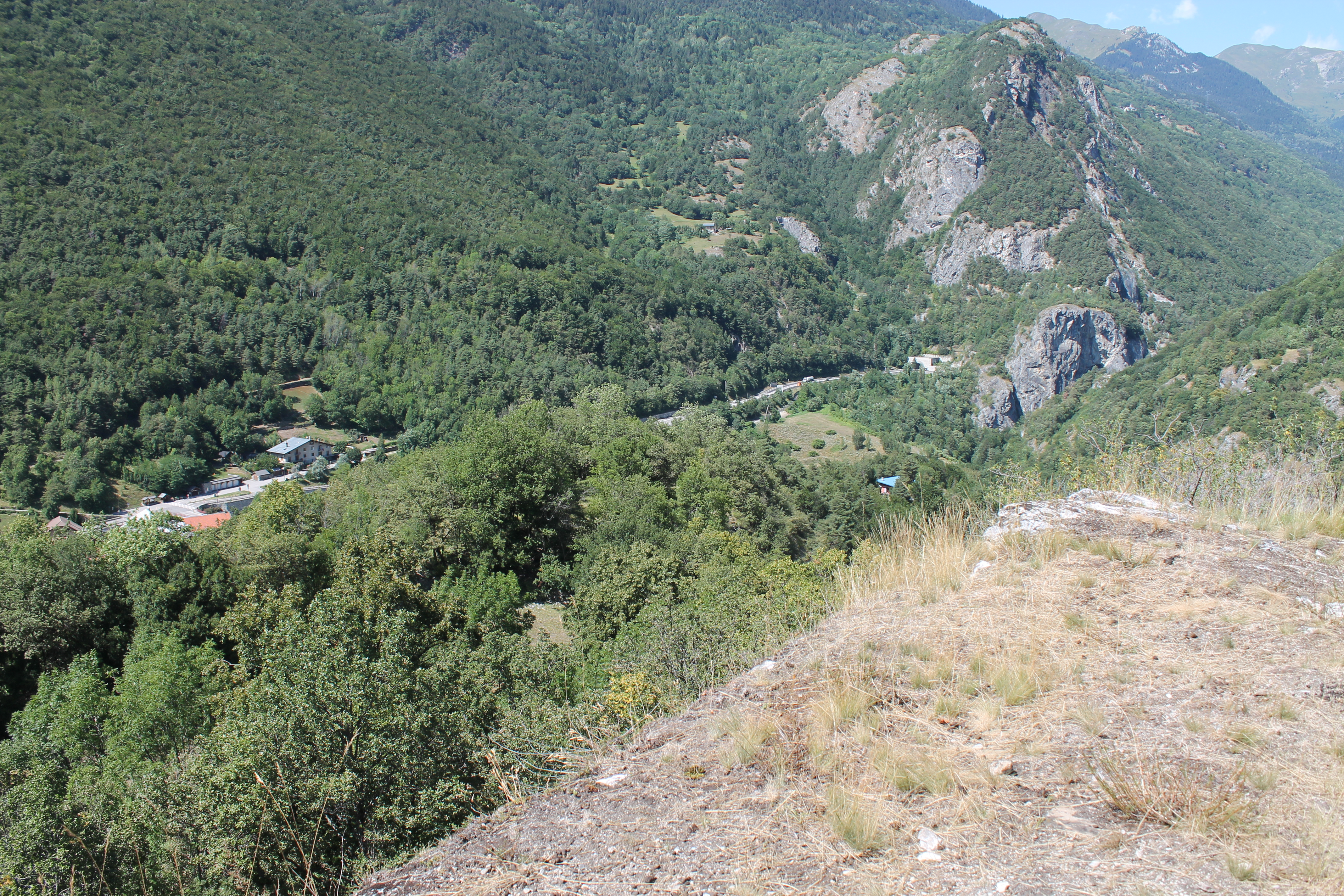
Vue sur l'étroit du Siaix depuis le plateau du roc Puppin. Au second plan la basse-cour.

Il contrôle de fait le défilé du Siaix qu'emprunte l'ancienne voie romaine reliant Milan à Vienne, passant par la vallée de la Tarentaise,. En aval, ce rôle était dévolue à Conflans à l'entrée de la vallée. Saint-Jacques marque la limite  amont des terres épiscopales, au-delà les terres appartiennent aux vicomtes de Tarentaise.

La route gardée par le château pouvait être évitée « par un sentier qui passait au-dessus de la série d'escarpements la dominant et menait à Montgirod (1 200 m d'altitude). Sur le parcours de ce sentier, le manoir de la Pérouse fait penser à un petit système de fortifications, pouvant offrir un obstacle, pas très sérieux cependant, à une progression des troupes. »
Disparu, une chapelle de style néogothique, dédiée à saint Jacques de Tarentaise, a été construite en 1898 avec les pierres du château Saint-Jacques.

## Toponyme
Le château porte le nom de Saint-Jacques, en lien avec la légende de son édification par le saint et premier évêque légendaire de Tarentaise, Jacques d'Assyrie. Sa première mention remonte à l'an 1186. En 1663, on trouve la forme Saint-Jacquemoz.

## Histoire

### Légende
Selon l'hagiographie de saint Jacques de Tarentaise, l'évêque aurait demandé ou reçu d'un prince burgonde la concession du roc Puppim, sur lequel il voulait faire édifier une église et un château fort,,. 

« [...] Princeps in tanti beneficii gratiam ei concessit quamdam rupem prominentis saxi quam antiquo vocabulo incolae ipsius loci Pupim seu rupem vocaverunt non longius ab oppido Centrone distantem quam uno et sesqui milliaro, villam etiam Jugontis, et Villam Ceronam simul cum villa Herbagina et villam quae dicitur Agarius atque villam Luciam cum omnibus suis aupenditiis quam donationem sigillo suo corroboravit [...] »

— Texte cité par Besson
Toutefois, la plupart des auteurs dont Marius Hudry, dans un manuscrit La vie et le culte de Saint-Jacques de Tarentaise, réfute cette prétendue donation. 
L'archiviste paléographe, Jacqueline Roubert, fait par ailleurs remarquer qu'en 429, année donnée de la mort du, les Burgondes ne sont pas encore arrivés dans la région de la Tarentaise. Leur première mention remonte à l'année 433 (Leguay, 1992) ou 443 (Roubert, 1961). Cette légende semble avoir été mise en place au XIIe siècle.

### Premières mentions
L'architecte Étienne-Louis Borrel ne remet pas en cause une origine ancienne, avec un édifice probablement érigé aux environs du Ve siècle. La première mention du château dans un document est, pour lui, une bulle impériale, du 6 des ides de mai 1186 à Pavie, de l'empereur Frédéric Barberousse, dans laquelle Frédéric Ier investi l'archevêque Aymon (II) de Briançon, frère du seigneur Émeric de Briançon, du château. Cet acte d'investiture est déjà donné en preuve no 38 par Joseph-Antoine Besson,,. La première mention de l'église du château — ecclesia de sancto Jacobo — remonte vers l'an 1170, selon Besson (preuve no 32).
L'archiviste paléographe, Jacqueline Roubert, définit le domaine direct du prélat à travers la bulle du 15 février 1172 du pape Alexandre III, dans lequel elle place le castrum Saint-Jacques.

### Résidence épiscopale
Le château semble appartenir très tôt aux archevêques-comtes de Tarentaise sans que des documents permettent d'indiquer précisément depuis quelle date. Il est en tout cas une des principales résidences des archevêques, avec celle de La Bathie, des Allues ou encore de Bozel.
La forteresse est partagée par les archevêques avec des familles nobles. Au cours du XIIIe siècle, ils rachètent la partie des nobles d'Allevard et de Briançon.
En 1270, l'archevêque Rodolphe Grossi, dans son testament, fait ériger une chapellenie au château. L'archevêque Pierre (III) Grossi du Châtelard (pms), dans son testament des calendes d'août 1283, lègue des objets à la chapelle castrale. Enfin, son successeur, Aymon (III) de Bruisson, teste également au château la veille des Nones de mars de l'année 1297.
Le 27 décembre 1385, à la suite de troubles dans la vallée, l'archevêque Rodolphe de Chissé et sa maison sont assassinés dans la demeure archiépiscopale,.

### Destruction du château
Le 11 août 1600, le royaume de France déclare la guerre au duché de Savoie. Les troupes françaises, menées notamment par le maréchal Lesdiguières, envahissent la Savoie. Les places fortes, de la Bresse à la combe de Savoie, tombent les unes après les autres. À la suite de la chute de Conflans (27 août), les troupes s'apprêtent à envahir la Tarentaise le 20 septembre. Le 7 octobre, Briançon tombe. Le château Saint-Jacques offre une résistance un peu plus sérieuse aux troupes françaises.
Le château tombe finalement sous les coups des pièces d'artillerie françaises le 12 octobre 1600, malgré la résistance du capitaine Rosso et de ces quelque trois cents défenseurs. Ces derniers sont faits prisonniers lors du troisième assaut,. Le château de Saint-Jacques est détruit. Lesdiguières fait démanteler les fortifications et brûler les bâtiments, ne laissant que la chapelle et la demeure de l'archevêque,. Les archives sont également détruites par l'incendie.

### Vestiges et campagnes de fouilles
Par la suite, les paysans des environs se serviront du château comme d'une carrière de pierres, utilisant même celles de la chapelle et de la demeure archiépiscopale. Ayant pris connaissance des faits, l'archevêque Anastase Germonio, alors ambassadeur du duc auprès du roi Philippe II d'Espagne, s'en émeut dans une lettre auprès du clergé,. Ce lieu était pour le prélat et l'Église de Tarentaise le symbole des premiers temps du christianisme dans la vallée.
Si le château a revêtu un intérêt pour le pouvoir archiépiscopal, sa destruction permet au duc de Savoie de voir un symbole de ce pouvoir disparaître,. En effet, l'abbé Bonnefoy indique, dans sa Vie d'Anastase Germonio (1835) « Cependant le duc Charles-Emmanuel Ier regardant cette place comme peu avantageuse à ses intérêts politiques depuis que Conflans avait été démantelé,[...] pria l'archevêque de laisser abattre tous les murs du château fort de St-Jacquemoz, ainsi que la chapelle et le palais archiépiscopal. Ce qui fut exécuté vers 
le mois d'octobre 1615 ». L'architecte Étienne-Louis Borrel souligne que « cette assertion n'est pas prouvée ». Par ailleurs, dans la stratégie de défense de ses terres, le duc préfère voir renforcer les cols et sommets de ses États. Lors des invasions de 1630, puis 1690, cette ancienne position ne joue plus aucun rôle face aux troupes étrangères.
Une première campagne de fouilles, réalisée en 1880, a permis de mettre au jour des éléments des constructions antiques. L'architecte Borrel retranscrit ses observations dans son ouvrage.
Une chapelle est édifiée sur les ruines en 1898.

## Description
L'architecte Borrel, dans son ouvrage sur Les monuments anciens de la Tarentaise (1884), indique « Ni l'histoire ni la tradition ne parlent de l'importance et du style de ce château. Nous pensons qu'il devait ressembler à ses congénères, qui tous furent une imitation de ceux élevés sous la domination romaine. Ce système de construction fut conservé jusque vers la fin du IXe siècle. » Le château a connu de nombreuses transformations jusqu'à sa destruction.
Le château et les fortifications occupent la partie supérieure du rocher de Puppim. L'ensemble se constituait d'une basse-cour et d'une seconde enceinte. La partie haute comportait le donjon ainsi que la demeure épiscopale et autres bâtiments.

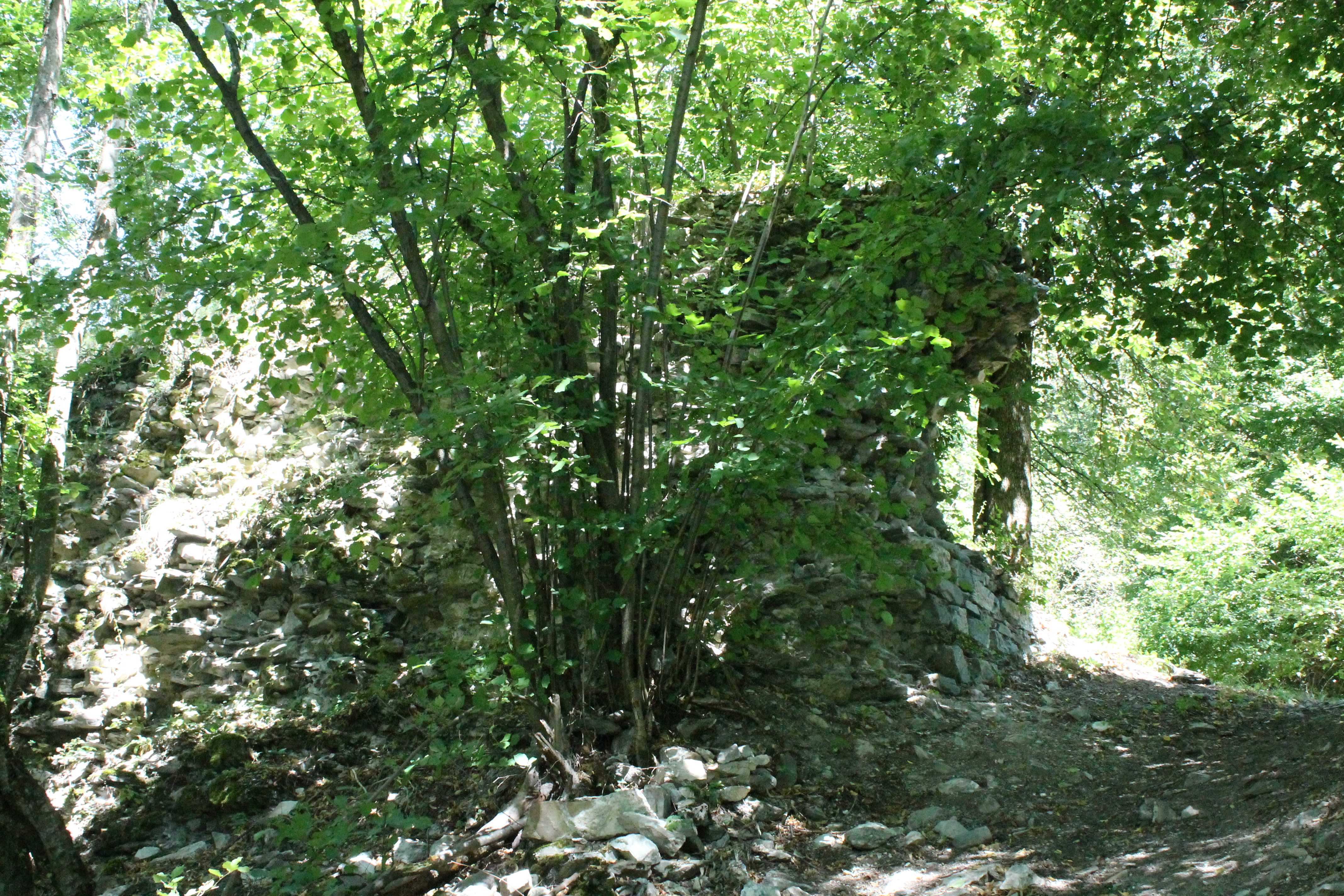
Vestiges (porte ?) de la première enceinte.
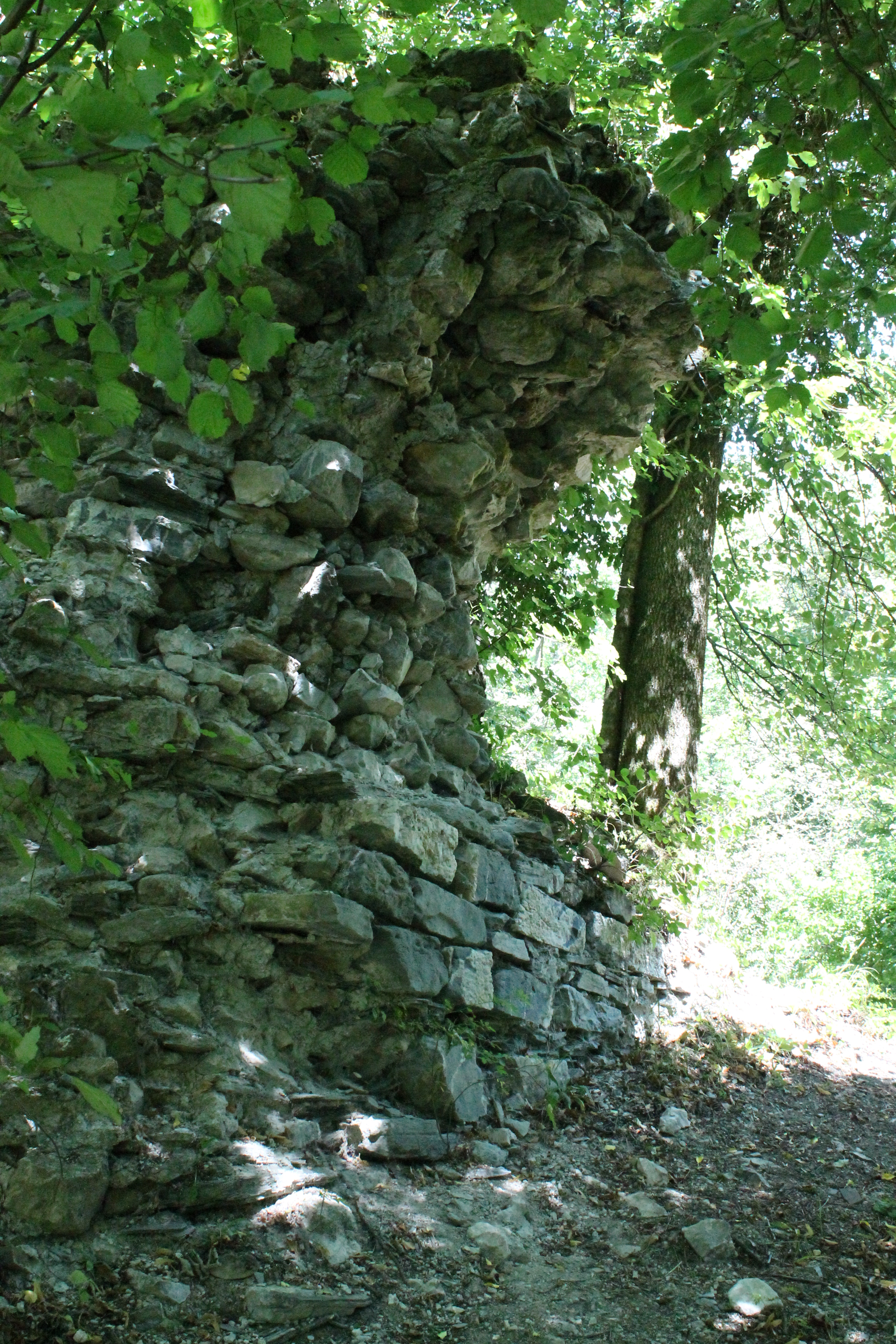
Vestiges (porte ?).
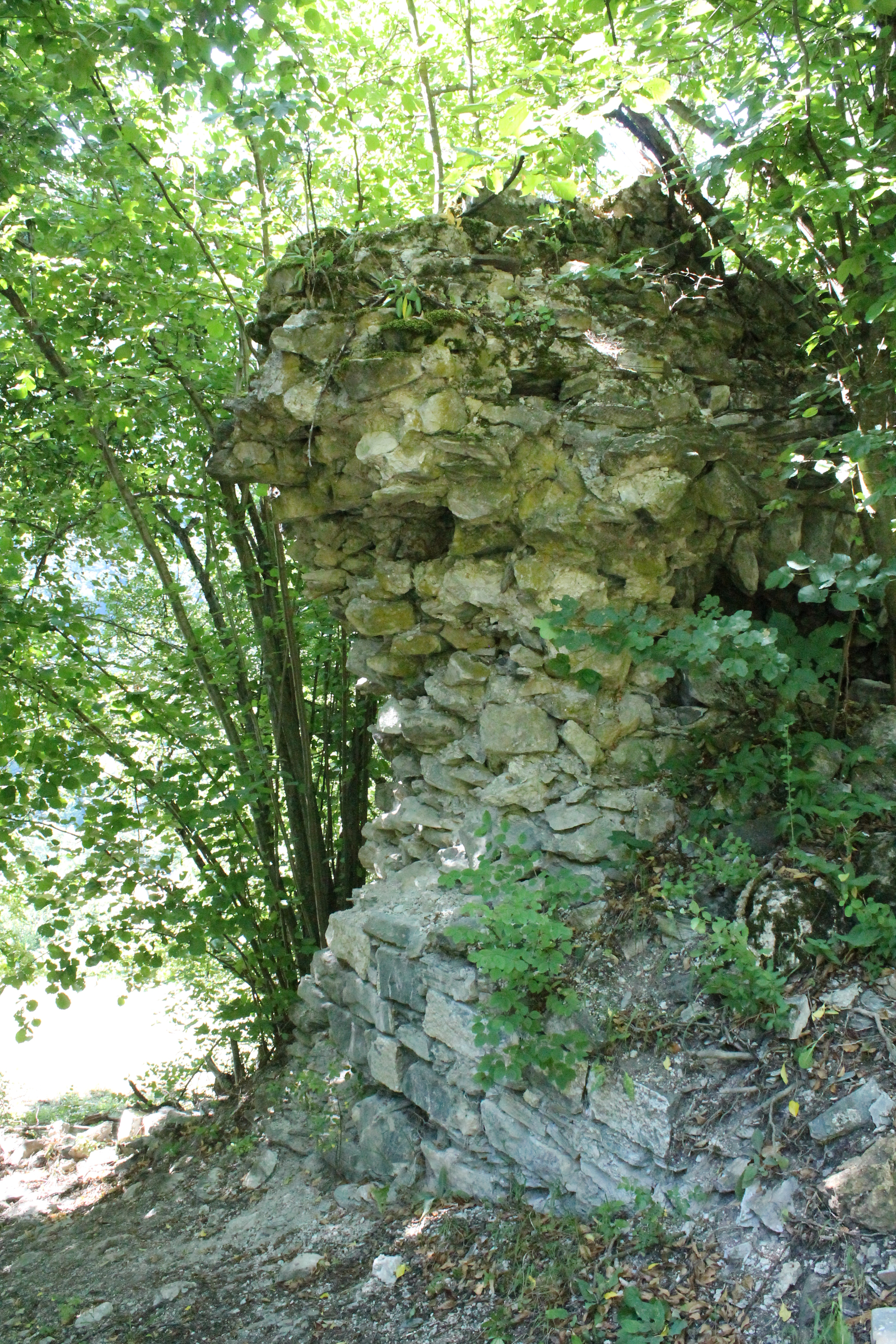
Vestiges (porte ?).

### Basse-cour

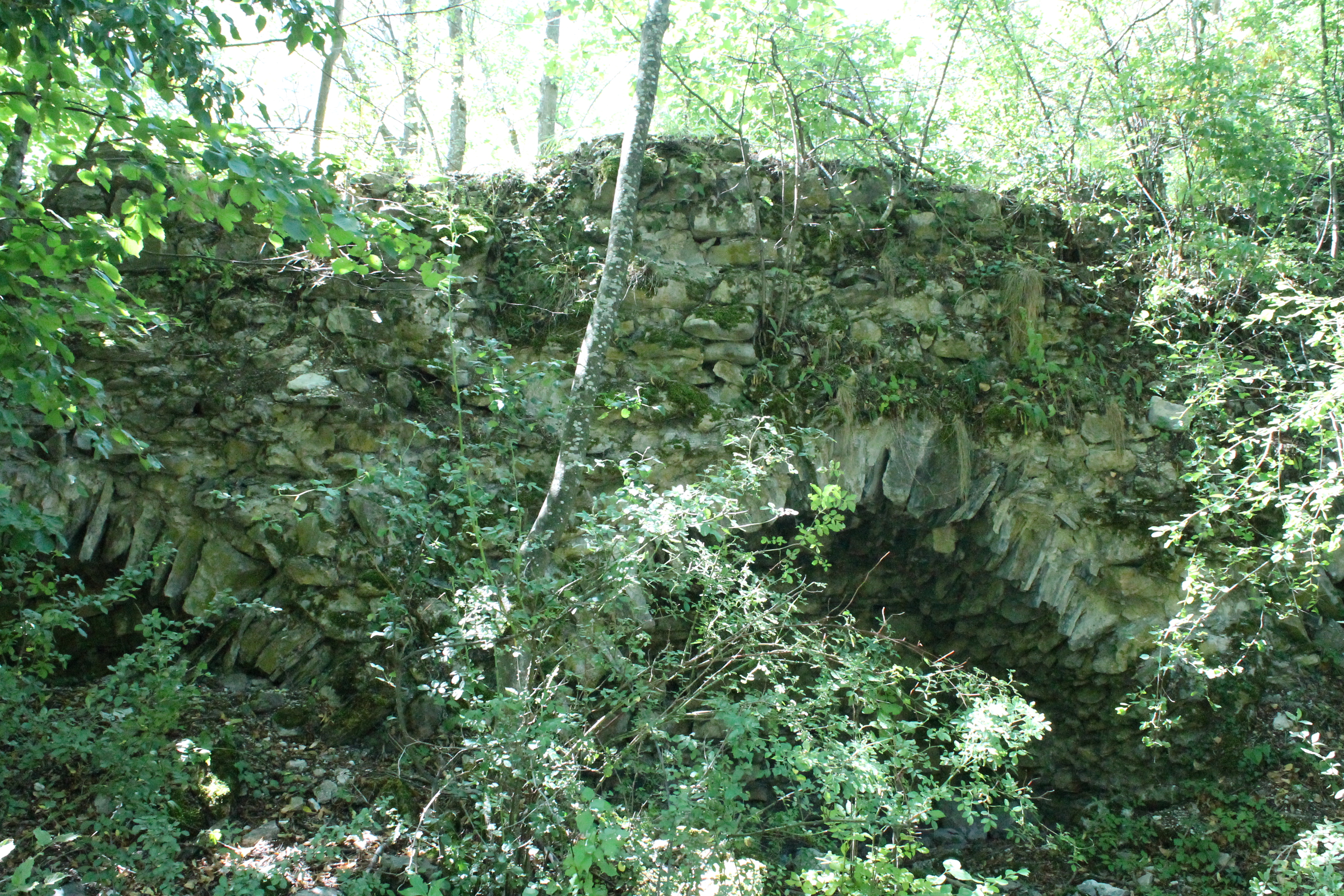
Vestiges de la première enceinte.
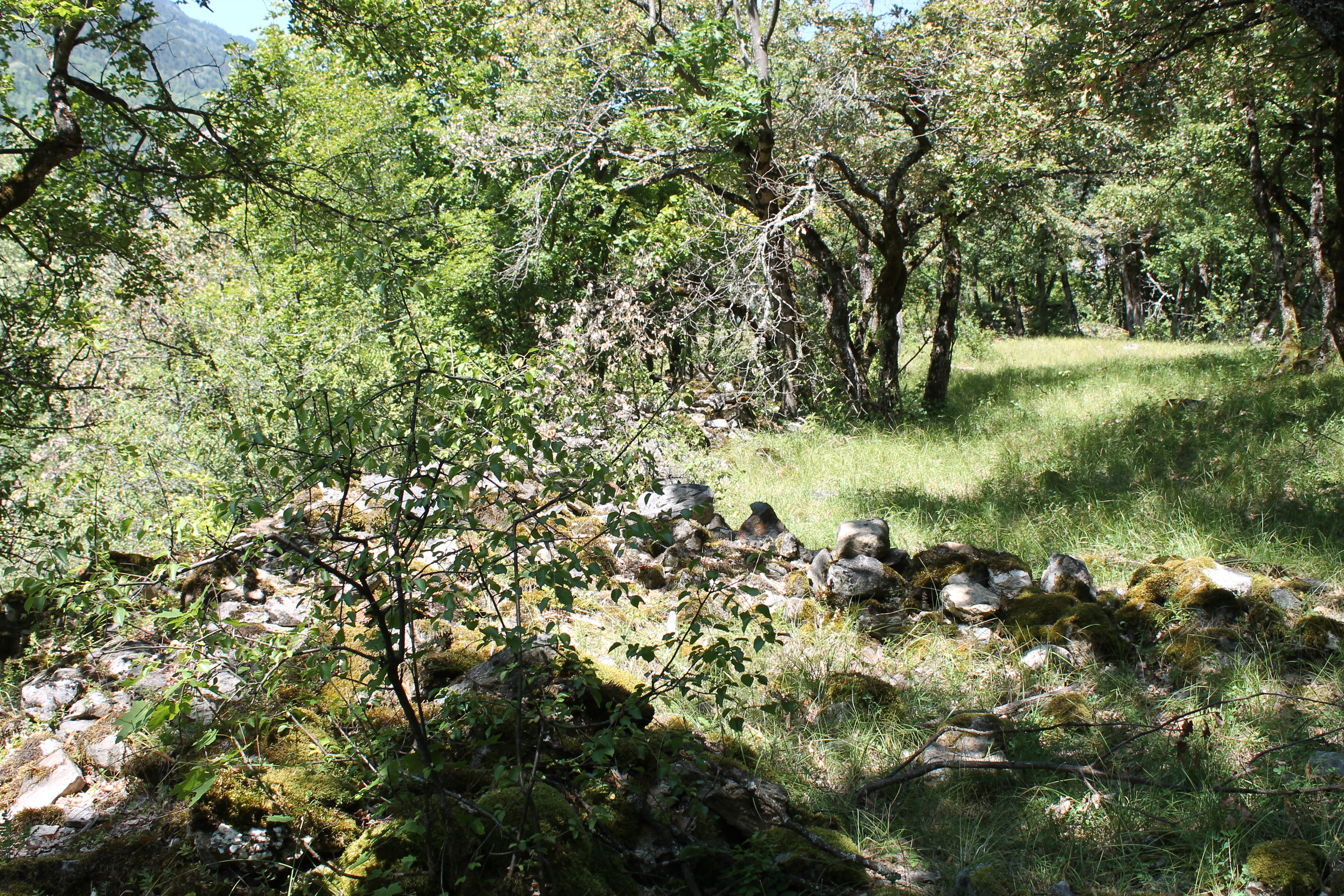
Vestiges (tour ?) sur la courtine de la première enceinte.
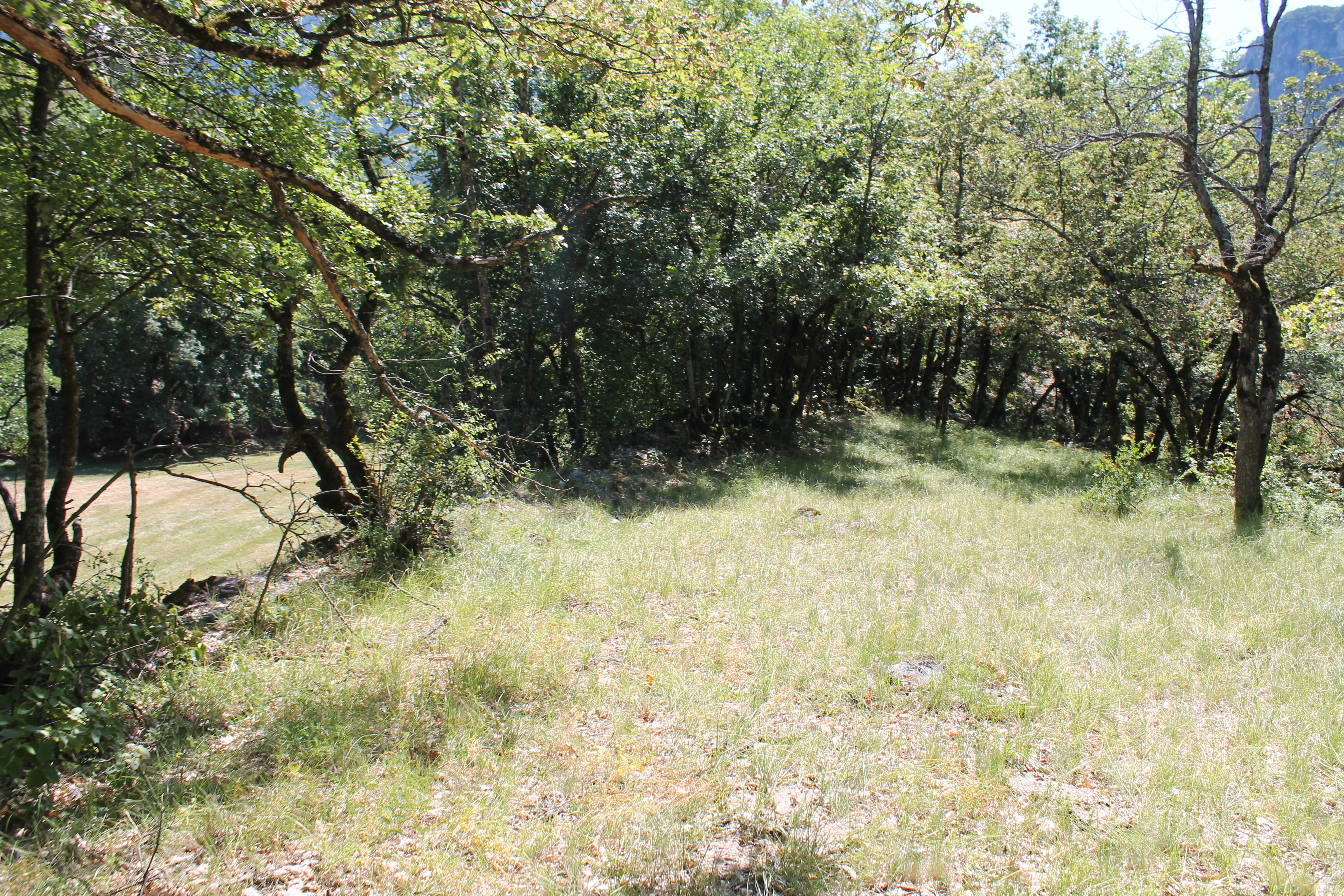
Courtines de la première enceinte donnant sur la basse-cour.
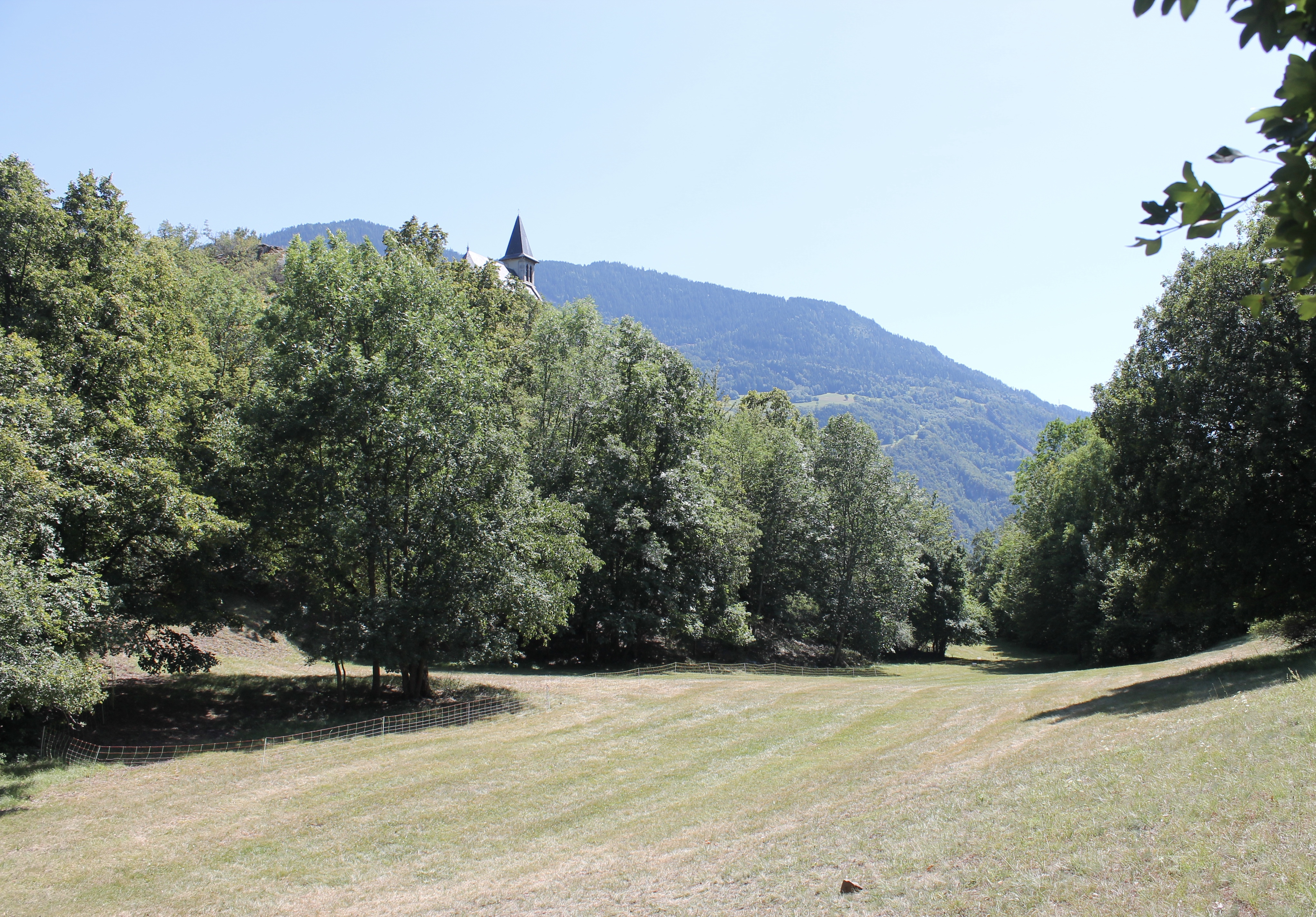
Basse-cour.
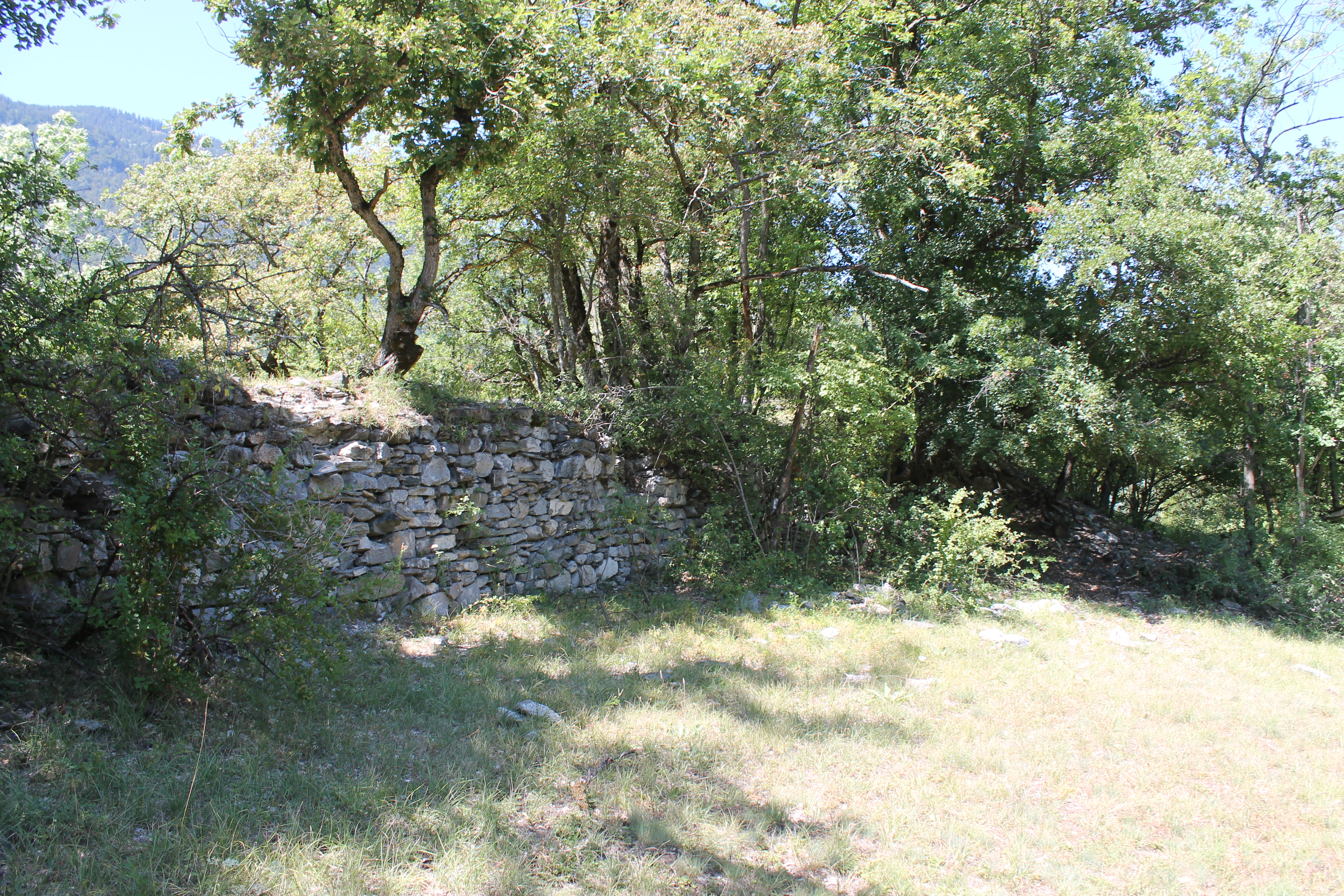
Vestiges de la première enceinte donnant sur la basse-cour.
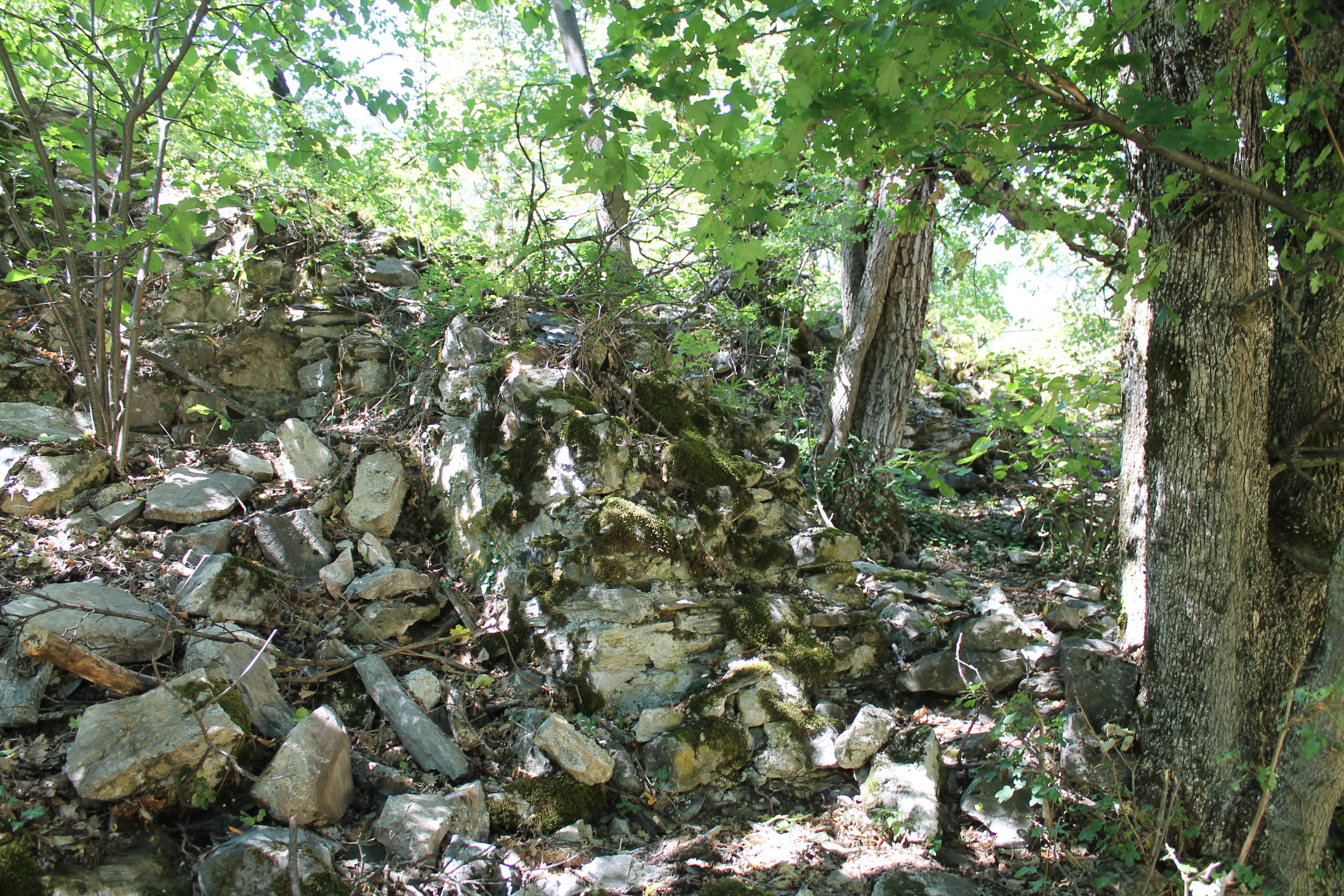
Vestiges (tour ?) de la première enceinte.

Les reliefs escarpés des côtés Nord et Est du rocher de Puppim, creusés par l'Isère, obligent à passer soit par le côté Sud, moins difficile d'accès, soit le côté Ouest sur lequel a été érigé un système défensif. L'architecte Borrel indique notamment la présence de « courtines, disposées en lignes brisées et dont les bases sont encore visibles dans les broussailles, [qui] défendaient une basse-cour »,. L'architecte Borrel estime la hauteur maximale de l'enceinte de protection à 6 m, « non compris le parapet », et d'une largeur de 2 m à la base pour finir à 0,9 m. Il constate donc que « ces murs, par leur épaisseur, leur hauteur et leur construction, pouvaient affronter de longues et violentes attaques. » Toutefois, l'ouvrage est renforcé à l'intérieur de courts contreforts « de trois mètres en trois mètres dans œuvre [...] reliés par des voûtes à tiers point ce qui donnait aux courtines une largeur totale de 5 m à la base et de 3,7 m au couronnement », auquel est associé un parapet, et permettant ainsi la présence d'un double chemin de ronde.
La basse-cour comportait deux constructions qui s'appuyaient sur l'enceinte, dont on a retrouvé les soubassements, l'une au nord et la seconde au sud. On estime qu'il s'agit très probablement de demeures réservées aux gardes. L'une d'entre elles possédait un four qui était intact lors des fouilles de 1880. L'architecte Borrel estime qu'il devait y avoir d'autres constructions mais dont il ne reste aucune trace.

### Partie haute

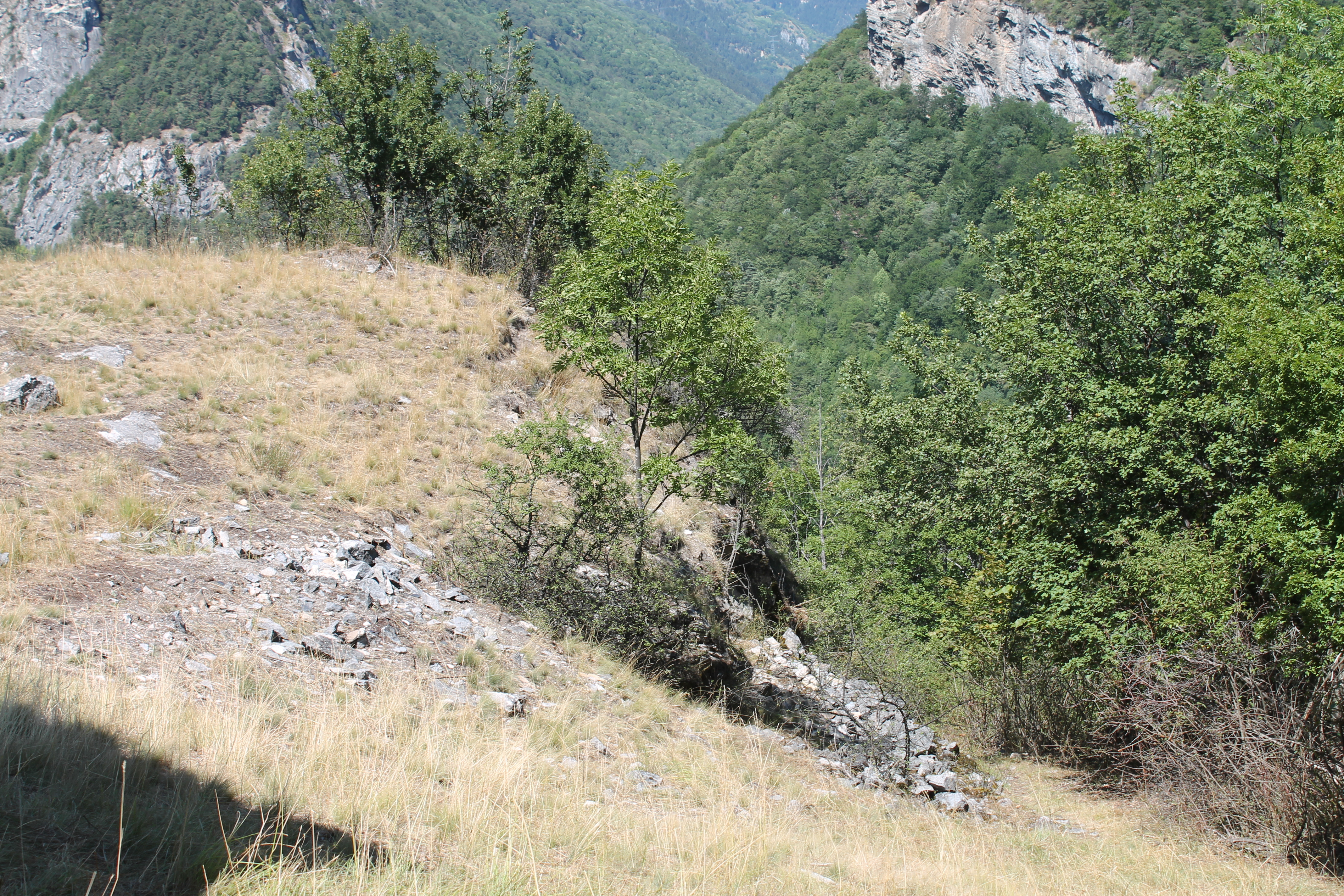
Rampe d'accès (à gauche) au plateau, où se trouvait le donjon et les autres habitations épiscopales.

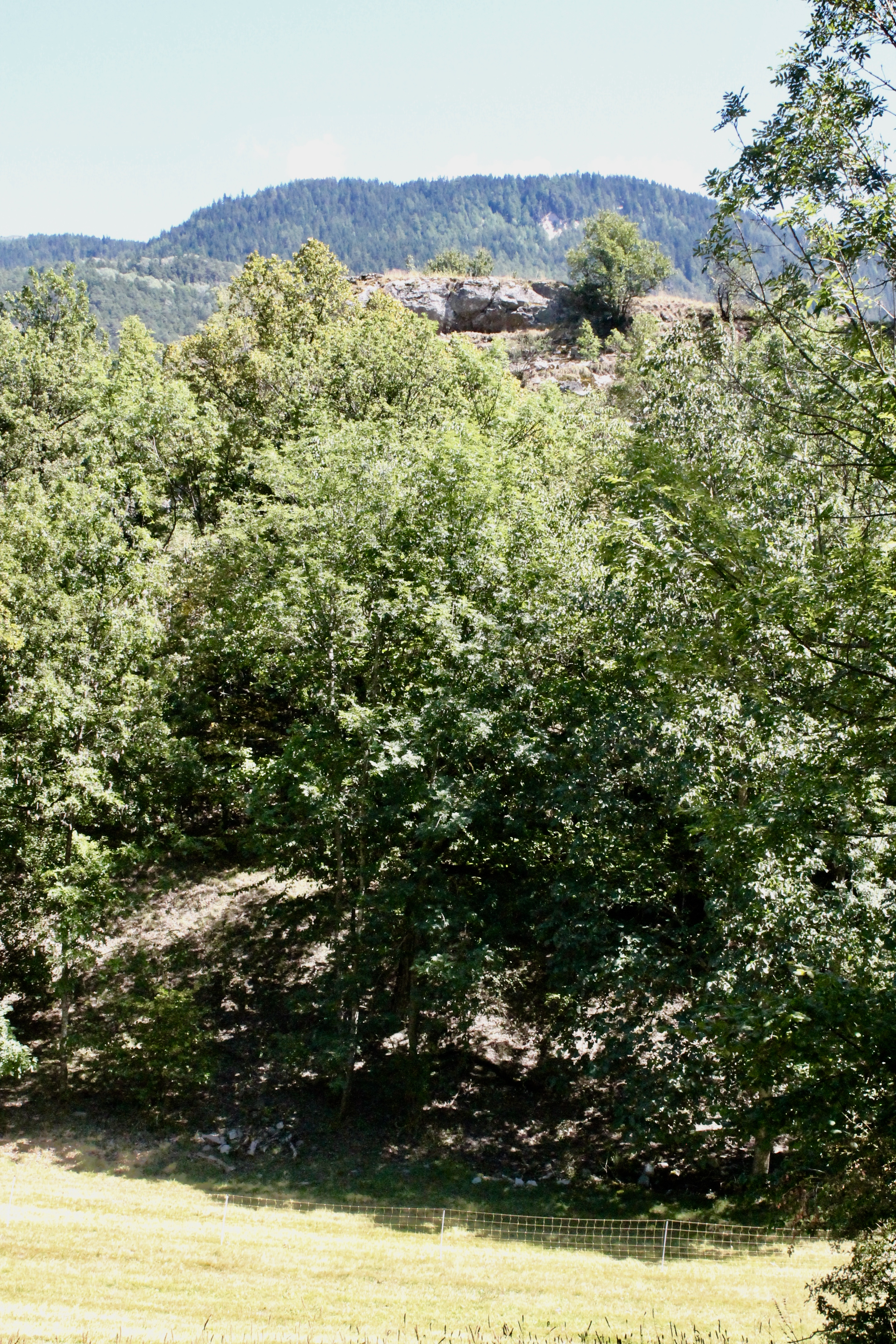
Plateau du roc Puppin (en arrière-plan). Au premier plan, la basse cour.

La seconde enceinte permettait de protéger le haut du plateau. Le sud était protégé par le donjon. Le haut du plateau était constitué de « plusieurs constructions dont les dispositions, les débris et la tradition nous ont révélé l'usage. ».
Le donjon a une forme carrée de 8,9 m par 7,4 m. Lors des fouilles, seule la partie souterraine était encore exploitable. Les autres constructions ou aménagements observables étaient la chapelle et le logement du chapelain, la citerne, ainsi que le cimetière, installé à l'extrémité nord du plateau. Les éléments qui constituait le palais archiépiscopal ont disparu.

## Châtellenie de Saint-Jacques
Le château est le siège d'une châtellenie épiscopale (mandamentum Sancti Jacobi). Le château est ainsi occupée par un châtelain au service des archevêques. La châtellenie était constituée des paroisses de Saint-Jacquemoz ou Saint-Marcel, de Notre-Dame-du-Pré et de Montgirod.
Parmi les châtelains :
- 1290, Jean de Bertrand châtelain pour son frère[6] ;
- Pierre de Salins (Petrus de Salino) et Joannem Domicelli de sancto Jacobo[17] ;